# T-Bull
T-Bull est un studio de développement de jeux vidéo polonais pour téléphones mobiles. L'entreprise est basée à Wrocław, dans la Sky Tower B2. 

## Histoire
Le studio a été fondé en 2010. L'entreprise est initialement composée d'une équipe de cinq personnes en télétravail, pour employer par la suite une soixantaine de personnes[réf. souhaitée].
L'entreprise s'implante sur le marché national, ainsi qu'européen et américain. Elle coopère également avec les pays d'Europe de l'Est et se concentre à présent sur la vente de ses produits sur le marché chinois.
La société a publié plus de 170 jeux[Quand ?][réf. souhaitée].
En juillet 2016, l'entreprise a créé son organisation scientifique, Sat Revolution, dont l'objectif principal est la nanotechnologie. Elle a créé un bras mécanique contrôlé par la pensée et étudie aussi des nano-satellites.